# The Best American Short Stories 2007
The Best American Short Stories 2007 este un volum din seria  The Best American Short Stories.  A fost editat de  Heidi Pitlor și de Stephen King.

## Povestiri inculse
| Autor             | Poveste                                               | Editată anterior în         |
| Louis Auchincloss | "Pa's Darling"                                        | Yale Review                 |
| John Barth        | "Toga Party"                                          | Fiction                     |
| Ann Beattie       | "Solid Wood"                                          | Boulevard                   |
| T. C. Boyle       | "Balto"                                               | Paris Review                |
| Randy DeVita      | "Riding the Doghouse"                                 | West Branch                 |
| Joseph Epstein    | "My Brother Eli"                                      | Hudson Review               |
| William Gay       | "Where Will You Go When Your Skin Cannot Contain You" | Tin House                   |
| Mary Gordon       | "Eleanor's Music"                                     | Ploughshares                |
| Lauren Groff      | "L. DeBard and Aliette: A Love Story"                 | The Atlantic Monthly        |
| Beverly Jensen    | "Wake"                                                | New England Review          |
| Roy Kesey         | "Wait"                                                | Kenyon Review               |
| Stellar Kim       | "Findings & Impressions"                              | Iowa Review                 |
| Aryn Kyle         | "Allegiance"                                          | Ploughshares                |
| Bruce McAllister  | "The Boy in Zaquitos"                                 | Fantasy and Science Fiction |
| Alice Munro       | "Dimension"                                           | The New Yorker              |
| Eileen Pollack    | "The Bris"                                            | Subtropics                  |
| Karen Russell     | "St. Lucy's Home for Girls Raised by Wolves"          | Granta                      |
| Richard Russo     | "Horseman"                                            | The Atlantic Monthly        |
| Jim Shepard       | "Sans Farine"                                         | Harper's Magazine           |
| Kate Walbert      | "Do Something"                                        | Ploughshares                |

## Alte povestiri notabile
Stephen King este cel care a selectat și povestirile din "100 Other Distinguished Stories of 2006." Printre acestea se numără povestirile unor scriitori bine cunoscuți ca "An Open Letter to Doctor X" (publicată inițial în Virginia Quarterly Review) de   Francine Prose,  "Once in a Lifetime" (The New Yorker) de Jhumpa Lahiri,  "Paper Losses" (The New Yorker) de Lorrie Moore,  "The Butcher's Music" (West Branch) de Jacob Appel, precum și lucrări ale unor scriitori promițători de ficțiune ca David Kear, Matthew Pitt, Paula Nangle, Alison Clement sau Justin Kramon.